# Diplacina militaris
Diplacina militaris is een libellensoort uit de familie van de korenbouten (Libellulidae), onderorde echte libellen (Anisoptera).
De wetenschappelijke naam Diplacina militaris is voor het eerst geldig gepubliceerd in 1909 door Ris.